# Dineutus grandis
Dineutus grandis là một loài bọ cánh cứng trong họ van Gyrinidae. Loài này được Klug in Ehrenberg miêu tả khoa học năm 1834.